# Castillo de Wettin
El castillo de Wettin es un antiguo castillo alemán de origen medieval que se levanta en la población de Wettin a orillas del río Saale, y es la sede ancestral de la Casa de Wettin, la dinastía que cuenta con varias familias reales, entre ellas las actuales familias reinantes del Reino Unido y Bélgica.
En 982, Dedo I (m. 1009) y Federico (m. 1017), hijos de Dietrich, conde de Hassegau o Hosgau, recibieron territorios tomados de los wendos, entre ellos el condado (o Gau) de Wettin en la margen derecha del Saale. Existe una leyenda según la cual la familia desciende de un Viduquindo, pero esto no ha podido ser atestiguado en ningún documento. Por lo menos una referencia afirma que el castillo fue construido por un descendiente de Dietrich, llamado Thimo.
El castillo es una ruina reconstruida, utilizada como parte de un edificio que alberga una escuela y otras instituciones públicas, aunque existen todavía otros castillos, propiedad de la familia Wettin desde el siglo XV, en Meissen y a orillas del río Elba.